# Alpaida madeira
Alpaida madeira là một loài nhện trong họ Araneidae.
Loài này thuộc chi Alpaida. Alpaida madeira được Herbert Walter Levi miêu tả năm 1988.